# Stana Katić
Stana Katić (Hamilton, Ontario, Canadà, 26 d'abril de 1978) és una actriu canadenca, coneguda per interpretar la inspectora "Kate Beckett" a la sèrie de televisió Castle. Enguany ha estat la guanyadora del premi People's Choice Awards a la millor actriu de drama gràcies el seu paper fonamental a la sèrie Castle. Destaca per la seva quantitat de llengües que parla: l'anglès, el croat, el bosnià, l'eslovac, el francès i l'italià.
Té doble nacionalitat canadenca i estatunidenca, ja que resideix a Los Angeles per realitzar la seva carrera cinematogràfica.

## Filmografia

### Cinema
| Any  | Títol                                     | Paper          | Notes    |
| ---- | ----------------------------------------- | -------------- | -------- |
| 1999 | Acid Freaks                               | Annie          |          |
| 2003 | Shut-Eye                                  | Angela         |          |
| 2005 | Pit Fighter                               | Marianne       |          |
| 2006 | Faceless                                  | Diana Palos    | Telefilm |
| 2006 | Dragon Dynasty                            | Ava            | Telefilm |
| 2007 | El joc de l'amor (Feast of Love)          | Jenny          |          |
| 2008 | Stiletto                                  | Raina          |          |
| 2008 | Quantum of Solace                         | Corrine Veneau |          |
| 2008 | The Librarian: Curse of the Judas Chalice | Simone Renoir  | Telefilm |
| 2008 | The Spirit                                | Morgenstern    |          |
| 2008 | Truth About Kerry                         | Emma           |          |
| 2010 | For Lovers Only                           | Sofia          |          |
| 2011 | The Double                                | Amber          |          |
| 2013 | Big Sur                                   | Lenore Kandel  |          |
| 2013 | CBGB                                      | Genya Ravan    |          |
| 2013 | Superman: Unbound                         | Lois Lane      | Veu      |
| 2014 | The Tourist                               |                |          |

### Televisió
| Any       | Títol              | Paper                      | Notes                                |
| --------- | ------------------ | -------------------------- | ------------------------------------ |
| 2004      | The Handler        | Mariella                   | Episodi: "Bleak House"               |
| 2004      | Alias              | Flight Attendant           | Episodi: "Facade"                    |
| 2004      | L.A. Dragnet       | Nelson                     | Episodi: "Retribution"               |
| 2004      | The Shield         | Ayla                       | 2 episodis                           |
| 2004      | JAG                | Lucienne Charmoli          | Episodi: "This Just in from Baghdad" |
| 2005      | The Closer         | Nadia                      | Episodi: "The Big Picture"           |
| 2005      | ER                 | Blaire Collins             | 2 episodis                           |
| 2006      | 24                 | Collette Stenger           | 4 episodis                           |
| 2006      | Brothers & Sisters | Karen Wells                | Episodi: "Patriarchy"                |
| 2007      | Company Man        | Donna Baker                | Episodi: "Pilot"                     |
| 2007      | Herois             | Hana Gitelman              | 2 episodis                           |
| 2007      | CSI: Miami         | Rita Sullivan              | Episodi: "Deep Freeze"               |
| 2007      | The Unit           | Agent Especial Debra Lane  | Episodi: "Binary Explosion"          |
| 2008      | Would Be Kings     | Julianna Martinelli        | Minisèrie; 2 episodis                |
| 2009–2016 | Castle             | Detectiu Kate Beckett      | Paper princial                       |
| 2012      | Fletcher Drive     | Greta                      | Episodi: "The Intervention"          |
| 2017–2019 | Absentia           | Agent Especial Emily Byrne | Paper principal                      |